# 952 (szám)
A 952 (római számmal: CMLII) egy természetes szám.

## A szám a matematikában
A tízes számrendszerbeli 952-es a kettes számrendszerben 1110111000, a nyolcas számrendszerben 1670, a tizenhatos számrendszerben 3B8 alakban írható fel.
A 952 páros szám, összetett szám. Kanonikus alakban a 23 · 71 · 171 szorzattal, normálalakban a 9,52 · 102 szorzattal írható fel. Tizenhat osztója van a természetes számok halmazán, ezek növekvő sorrendben: 1, 2, 4, 7, 8, 14, 17, 28, 34, 56, 68, 119, 136, 238, 476 és 952.